# Asociația Internațională a Congoului
Asociația Internațională a Congoului (franceză Association internationale du Congo), cunoscută și cu numele de  Societatea Internațională Congo, a fost o asociație fondată pe 17 noiembrie 1879 de Leopold al II-lea al Belgiei pentru promovarea intereselor sale în Congo. Aceasta a înlolcuit organizația belgiană Comité d'Études du Haut-Congo, care era parte a  Asociației Internaționale Africane, o organizație de fațadă  creată pentru explorarea regiunii Congo. Obiectivul Asociației Internaționale a Congoului a fost câștigarea controlului asupra bazinului fluviului Congo și explorarea resurselor sale economice. Conferința de la Berlin a recunoscut societatea ca având drepturi suverane asupra teritoriilor pe care le controla și pe 1 august 1885, la doar patru luni și jumătate după închidere conferinței de la Berlin, viceadministratorul general al regelui Leopold în Congo a anunțat că societatea și teritoriile pe care le ocupa urmau să fie numite începând din acel moment „Statul Independent Congo”.

## Proprietatea și controlul
Acționarii oficiali ai Comitetului pentru Studiul Congoului Superior erau oameni de afaceri olandezi și britanici și un bancher belgian, acesta din urmă deținând acțiuni în numele regelui Leopold. Colonelul Maximilien Strauch, președintele comitetului, a fost un om de încredere al regelui Leopold. Pentru Henry Morton Stanley, care a semnat un contract pe cinci ani pentru stabilirea unor baze în Congo în 1878, nu a fost clar dacă urma să lucreze pentru Asociația Internațională Africană, Comitetul pentru Studiul Congoului Superior sau pentru Leopold însuși. Contractele angajaților europeni ai lui Stanley aveau clauză de confidențialitate, care le interzicea să dezvăluie natura muncii lor
.

## Conferința de la Berlin
Conferința de la Berlin  sau „Conferința Congo” din 1884–85 a reglementat  colonizarea europeană și comerțul în Africa. regele  Leopold al II-lea a reușit să convingă puterile prezente la conferința că comerțul în Africa este în interesul tuturor țărilor. Actul final al Conferinței a împărțit Africa între principalele puteri europene  și a confirmat statutul de proprietate privată a teritoriului controlat de Societatea Congo, ceea ce îl făcea practic proprietatea personală a regelui Leopold.
Pe 10 aprilie 1884, Senatul Statelor Unite ale Americii l-a autorizat pe președintele Chester A. Arthur „să recunoască drapelul Asociației Internaționale a Congoului ca egal al cu cel al unui guvern aliat.”. Pe 8 noiembrie 1884, Imperiul German a recunoscut suveranitatea societății asupra Congoului.

## Resurse internet
- Timeline for Congo — History Commons